# Monacos Grand Prix 2006
Monacos Grand Prix 2006 var det sjunde av 18 lopp ingående i formel 1-VM 2006.

## Rapport
Michael Schumacher hade från början pole position men fråntogs den senare på grund av att han som det bedömdes medvetet ha hindrat andra förare att nå bättre tider än hans i slutet av kvalificeringen. Michael Schumacher flyttades ner till sista startrutan, men han fick starta från depån eftersom man passade på att byta motor.
Istället blev det Fernando Alonso som fick starta från den första rutan, vilket är extremt viktigt just i Monaco; det är svårt att köra om på den trånga stadsbanan. Alonso ledde loppet från start till mål men jagades intensivt av Kimi Räikkönen tills denne var tvungen att bryta. Detta var Alonsos första vinst i Monaco. Tvåa blev Juan Pablo Montoya och trea David Coulthard i Red Bull, vilket var det stallets första pallplacering. Michael Schumacher som startade från depån gjorde ett mycket bra lopp, dock utan att hota de främsta förarna, slutade på femte plats. Under prisceremonin sprutade ingen av förarna på pallen, som alla kört på däck från Michelin, någon champagne för att hedra den nyligen avlidne koncernchefen, Édouard Michelin.

## Resultat
1. Fernando Alonso, Renault, 10 poäng
2. Juan Pablo Montoya, McLaren-Mercedes, 8
3. David Coulthard, Red Bull-Ferrari, 6
4. Rubens Barrichello, Honda, 5
5. Michael Schumacher, Ferrari, 4
6. Giancarlo Fisichella, Renault, 3
7. Nick Heidfeld, BMW, 2
8. Ralf Schumacher, Toyota, 1
9. Felipe Massa, Ferrari
10. Vitantonio Liuzzi, Toro Rosso-Cosworth
11. Jenson Button, Honda
12. Christijan Albers, MF1-Toyota
13. Scott Speed, Toro Rosso-Cosworth
14. Jacques Villeneuve, BMW
15. Tiago Monteiro, MF1-Toyota
16. Franck Montagny, Super Aguri-Honda
17. Jarno Trulli, Toyota (varv 72, hydraulik)

### Förare som bröt loppet
- Christian Klien, Red Bull-Ferrari (varv 56, transmission)
- Nico Rosberg, Williams-Cosworth (51, olycka)
- Kimi Räikkönen, McLaren-Mercedes (50, värmesköldsbrand)
- Mark Webber, Williams-Cosworth (48, avgassystem)
- Takuma Sato, Super Aguri-Honda (46, elsystem)